# Onthophagus wiebesi
Onthophagus wiebesi är en skalbaggsart som beskrevs av Jan Krikken 1977. Onthophagus wiebesi ingår i släktet Onthophagus och familjen bladhorningar. Inga underarter finns listade i Catalogue of Life.